# Tiéd az életem
A Tiéd az életem (eredeti cím: Te doy la vida) 2020-as mexikói telenovella, amelyet María José Galleguillos alkotott.
A producere Ángel Villaverde. A rendezői Sergio Cataño, Nelhiño Acosta és Rogelio Croda. A telenovella írói Edwin Valencia, Lucero Suárez, Carmen Sepúlveda és Luis Reynoso. A zeneszerzője Israel Jurado. A főszerepekben José Ron és Eva Cedeño láthatók. A sorozat a Televisa gyártásában készült, forgalmazója a Televisa Internacional.
Mexikóban 2020. március 23-a és 2020. július 12-e között volt látható a Las Estrellas-on. Magyarországon 2021. január 4. és április 30. között sugározta a TV2.

## Cselekmény
Nicolás egy hatéves, leukémiában szenvedő fiú. A felépüléséhez csontvelő donorra van szüksége. A gyermek örökbefogadó szülei, Elena és Ernesto felkutatják a fiú biológiai apját. Eljutnak Pedrohoz, aki szerelő és egy műhelyben dolgozik. És a fiatalember megtudja, hogy évekkel ezelőtt született egy fia.

## Szereplők
| Színész              | Szereplő                | Magyar hang       |
| -------------------- | ----------------------- | ----------------- |
| José Ron             | Pedro Garrido           | Papp Dániel       |
| Eva Cedeño           | Elena Villaseñor        | Simonyi Réka      |
| Leo Herrera          | Nicolás Rioja           | Maszlag Bálint    |
| Jorge Salinas        | Ernesto Rioja           | Debreczeny Csaba  |
| César Évora          | Nelson López            | Csernák János     |
| Erika Buenfil        | Andrea Espinoza         | Frajt Edit        |
| Nuria Bages          | Ester Salazar           | Kovács Nóra       |
| Omar Fierro          | Horacio Villaseñor      | Bácskai János     |
| Luz María Aguilar    | Isabel                  | Réti Szilvia      |
| Danny Perea          | Gina López              | Sánta Annamária   |
| Ricardo Margaleff    | Agustín "Agus" Preciado | Turi Bálint       |
| Óscar Bonfiglio      | Domingo Garrido         | Faragó András     |
| Camila Selser        | Irene Villaseñor        | Kelemen Kata      |
| Ara Saldívar         | Gabriela Villaseñor     | Sipos Eszter Anna |
| Ramsés Alemán        | Samuel Garrido          | Molnár Levente    |
| Arturo Carmona       | Robles parancsnok       | Kárpáti Levente   |
| Miguel Ángel Biaggio | Modesto Flores          | Szatmári Attila   |
| Gloria Sierra        | Mónica del Villar       | Laurinyecz Réka   |
| Dayren Chávez        | Rosa García             | Csuha Bori        |
| Hugo Macías Macotela | Mariano                 | Cs. Németh Lajos  |
| Rocío de Santiago    | Inés                    | Csifó Dorina      |
| Santiago González    | Dr. Vega                | Varga Rókus       |
| Sachi Tamashiro      | Vicky                   | Mezei Kitty       |
| Magda Karina         | Rita                    | Ruttkay Laura     |

## Évados áttekintés
| Évad | Évad | Epizód | Eredeti sugárzás  | Eredeti sugárzás | Eredeti adó | Magyar sugárzás | Magyar sugárzás   | Magyar adó |
| Évad | Évad | Epizód | Évadpremier       | Évadfinálé       | Eredeti adó | Évadpremier     | Évadfinálé        | Magyar adó |
| ---- | ---- | ------ | ----------------- | ---------------- | ----------- | --------------- | ----------------- | ---------- |
|      | 1    | 82     | 2020. március 23. | 2020. július 12. |             | 2021. január 4. | 2021. április 30. |            |

## Szinkron
- Magyar szöveg: Szabó Anita
- Hangmérnök: Sinka Dávid és Faragó Imre
- Vágó: Szombathelyi Krisztián
- Gyártásvezető: Lajtai Erzsébet
- Szinkronrendező: Gazdik Katalin
- Szinkron stúdió: Masterfilm Digital
- Megrendelő: TV2 Média Csoport